# Girolamo Li Causi
Girolamo Li Causi, né à Termini Imerese le 1er janvier 1896 et mort le 14 avril 1977 à Palerme, est un homme politique italien.
Militant socialiste maximaliste, engagé dans les mouvements ouvriers, il adhère au Parti communiste et est emprisonné par le régime fasciste. Il devient premier secrétaire du Parti communiste en Sicile où il mène le mouvement des paysans sans terre et une lutte contre la mafia, et siège à l'Assemblée constituante, à la Chambre des députés et au Sénat entre 1946 et 1972.

## Biographie

### Premières années de militance en Vénétie
Fil d'un cordonnier catholique, ayant émigré plusieurs fois aux États-Unis et étant parvenu à faire étudier son fils, Girolamo Li Causi s'engage dès 1909 dans les milieux radicaux siciliens, héritiers des faisceaux siciliens. Étudiant la comptabilité place Montevergini, il y croise les mouvements ouvriers palermitains : « Dans toutes les heures qui me restaient libres de mes obligations scolaires, j'entrais dans cette église et j'assistais aux discussions vives et animées des travailleurs en agitation ou en grève, et je prenais conscience de ce qu'était une organisation ouvrière, de ce que signifiait le mot « syndicat » ». 
Il adhère au PSI en 1913 alors qu'il est installé à Venise pour étudier l'économie à l'Université Ca' Foscari dont il sort docteur en sciences économiques.
Sous l'égide du leader socialiste maximaliste Giacinto Menotti Serrati, Li Causi participe au mouvement ouvrier en Vénétie alors qu'émergent les mouvements fascistes.
Inspiré par Georges Sorel, sensible au spontanéisme et au socialisme libertaire, Li Causi tente de créer des ponts avec les syndicalistes révolutionnaires, anarchistes et adeptes de l’action directe entre 1919 et 1920. Publiciste et secrétaire de la Camera del lavoro de Trévise en 1920, il devient secrétaire socialiste de Venise et est élu conseiller municipal et provincial. Il dirige également Il Secolo nuovo. Il se bat pour les conditions de travail des dockers, ouvriers du bâtiment, et ouvriers agricoles. Face aux groupes armées fascistes, il défend les chambres du travail et le siège local du parti socialiste.
Poursuivi à plusieurs reprises pour son activité politique, il s'installe à Rome, puis à Milan.

### Dirigeant communiste et prisonnier antifasciste
Considérant insuffisants les résultats du PSI, il adhère au Parti communiste italien en 1924, trois ans après sa fondation lors du congrès de Livourne, et devient rédacteur en chef de L'Unità. Il est secrétaire interrégional du PCI pour le Piémont et la Ligurie après novembre 1926 et s'engage dans l'antifascisme en France, puis dans l'organisation clandestine du parti communiste en Italie.
Au retour d'un séjour en France, il est arrêté en 1928 à cause de son activité antifasciste et condamné le 10 novembre 1928 à 20 ans et 9 mois d'emprisonnement par le Tribunal spécial pour la sécurité de l’État. Au moment du verdict, il crie « Vive le Parti communiste italien ! » Il passe par les prisons de Portolongone, Lucca, Imperia, Pérouse et Civitavecchia où il donne des cours d'histoire économique à ces codétenus. Il est libéré par l'amnistie du 10 mai 1937, mais demeure interné à Ponza et Ventotene pendant quatre ans; durant lesquels il approfondit sa pensée sur le rôle de l’État face au capitalisme financier italien.
Il recouvre la liberté à l'été 1943, et s'engage dans la résistance en Lombardie. Il représente le PCI au sein du Comité de Libération nationale de la Haute Italie, instauré le 31 janvier 1944, pour coordonner les actions politiques et militaires de la Résistance italienne dans le Nord du pays.

### Premier secrétaire communiste en Sicile
Palmiro Togliatti le renvoie en Sicile en août 1944 pour organiser le parti communiste régional, dont il devient le premier secrétaire, sans partager initialement la ligne du dirigeant national d'une coopération avec les autres forces antifascistes y compris dans des gouvernements d’unité nationale, ni son aspiration à faire du PCI un parti de masse ouvert aux classes moyennes.
En 1946 à Termini Imerese, il épouse Giuseppina Vittone, partisane turinoise de vingt-sept ans sa cadette, rencontrée trois ans plus tôt.
Dans une Sicile tentée par le séparatisme et minée par la violence politico-criminelle, Li Causi affirme un activisme contre la mafia, réfutant la théorie d'une organisation clandestine issue d'une résistance au capitalisme et à l'industrialisation. Il milite pour le partage des terres au profit des paysans pauvres et s'oppose aux chefs mafieux. Ainsi le 16 septembre 1944, aux côtés du socialiste Michele Pantaleone, il tient un meeting sur la place centrale de Villalba, fief du puissant parrain Calogero Vizzini, en accusant Cosa nostra d'exploiter les paysans. Des grenades et des coups de feu sont tirés par des hommes du parrain qui le blessent au genou sur la tribune.
Cette tentative d'assassinat, connue sous le nom d'incident de Villalba, lui vaut une popularité au-delà des milieux communistes et antifascistes et une reconnaissance comme meneur du mouvement des paysans sans terre et de la lutte contre la mafia.
Il est élu à l'Assemblée constituante de la République italienne.
Élu par le collège de Catane avec le Bloc du Peuple lors des élections régionales de 1947, il démissionne de son mandat régional le 20 avril 1948 après sa nomination comme sénateur de droit pour la première législature. Salvatore Colosi le remplace à l'Assemblée régionale sicilienne.
Il est député lors des deuxième, troisième et quatrième législatures et à nouveau sénateur lors de la cinquième. Il a été vice-président de la première commission parlementaire anti-mafia.